# Regionen Chinas

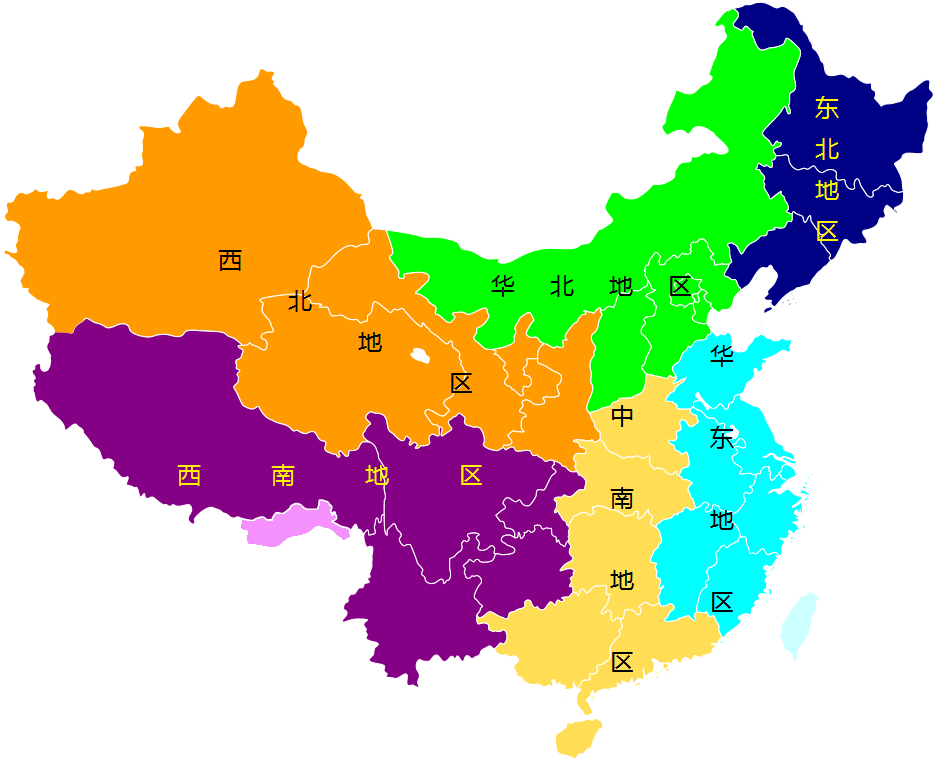
Regionen Chinas (inkl. Taiwan). In hellerer Farbe dargestellt sind die von der VR China beanspruchten Gebiete des indischen Bundesstaats Arunachal Pradesh und der Republik China auf Taiwan

Das heutige China wird in sechs Regionen eingeteilt. Diese Regionen sind keine politischen oder administrativen Einheiten, sie dienen der Statistik und Planung. Die oberste subnationale Verwaltungsebene ist die der Provinzen. 
| Region | Region                | chin. Name | chin. Name | Verwaltungseinheiten auf Provinzebene 1)                                    |
| ------ | --------------------- | ---------- | ---------- | --------------------------------------------------------------------------- |
|        | Nordchina             | Huáběi     | 华北       | Hebei, Innere Mongolei, Peking, Shanxi, Tianjin                             |
|        | Nordostchina          | Dōngběi    | 东北       | Heilongjiang, Jilin, Liaoning                                               |
|        | Ostchina              | Huádōng    | 华东       | Anhui, Fujian 2), Jiangsu, Jiangxi, Shandong, Shanghai, Zhejiang, Taiwan 2) |
|        | Zentral- und Südchina | Zhōngnán   | 中南       | Guangdong, Guangxi, Hainan, Henan, Hongkong, Hubei, Hunan, Macau            |
|        | Südwestchina          | Xīnán      | 西南       | Chongqing, Guizhou, Sichuan, Tibet, Yunnan                                  |
|        | Nordwestchina         | Xīběi      | 西北       | Gansu, Ningxia, Qinghai, Shaanxi, Xinjiang                                  |